# Жуйков, Николай Петрович
Николай Петрович Жуйко́в (1922 год, починок Еловский, Еловской волости, Глазовского уезда, Вотской автономной области, РСФСР (ныне Еловского сельского поселения, Ярского района, Удмуртской республики, Россия) — 1 марта 1944 года, деревня Мормаль, Стрешинского района, Гомельской области, Белорусской ССР, СССР (ныне Доброгощанского сельсовета, Жлобинского района, Белоруссия) — участник Великой Отечественной войны, командир пулемётного взвода 13-го отдельного пулемётно-артиллерийского батальона 161-го укрепрайона 1-го Белорусского фронта, лейтенант. Закрыл своим телом амбразуру пулемёта.

## Биография
Родился в 1922 году в починке Еловский на севере Удмуртии в семье рабочих, окончил семилетку.
19 июня 1941 года был призван в РККА и направлен в Уфимское пехотное училище. Окончив училище по ускоренной программе, выпустился в январе 1942 года, 16 января 1942 года получив лейтенантское звание и был направлен в Сталиногорск, где формировался 161-й укреплённый район. 26 июня 1942 года был назначен на должность командира пулемётного взвода.
До апреля 1943 года укрепрайон в составе Московской зоны обороны стоял на обороне Москвы, с 16 апреля 1943 года действует в составе Центрального фронта (на 1944 года 1-го Белорусского фронта).
1 марта 1944 года 161-й укрепрайон вёл тактические бои за улучшение позиций южнее Жлобина на подступах к деревне Мормаль. 13-й отдельный пулемётно-артиллерийский батальон наступал на важную высоту, опоясанную сплошным проволочным заграждением и траншеями с 6 дзотами. Продвижение двух рот замедлял фланкирующий огонь из пулемётного дзота. Вооружившись противотанковыми гранатами, уже будучи тяжело ранеными, лейтенант Жуйков вместе с сержантом Мазилиным подползли к дзоту, однако подорвать дзот не удалось, и тогда Жуйков и Мазилин одновременно закрыли своими телами амбразуру пулемёта.
Приводится и несколько иная версия событий, в соответствии с которой Мазилин закрыл телом амбразуру, после того как тело Жуйкова было сброшено.
Был представлен к званию Героя Советского Союза, представление было поддержано вплоть до начальника укрепрайонов фронта, но командующий войсками 1-го Белорусского фронта генерал армии Рокоссовский К. К. изменил статус награды и Указом Президиума Верховного Совета СССР от 23 июля 1944 года лейтенант Жуйков был посмертно награждён орденом Ленина.
Похоронен близ поля боя, впоследствии был перезахоронен в братской могиле в деревне Малевичи Мормальского района.
В посёлке Яр именем Н. П. Жуйкова в 1975 году названа улица и установлена мемориальная доска, а в 2005 году установлена стела и разбит сквер имени героя.
На месте гибели на окраине деревни Мормаль установлена стела с барельефным изображением двух воинов и вмонтированной доской из мраморной крошки.